# Токеро, Гаиска
Гаиска Токеро Диас Пинедо (исп. Gaizka Toquero Diaz Pinedo; род. 9 августа 1984, Витория, Испания) — испанский футболист, выступавший на позиции нападающего.

## Карьера
После недолгого пребывания в молодёжном составе «Реал Сосьедад» и нескольких сезонов в резервном составе «Депортиво Алавеса», Токеро дебютировал за «Лемону» в сезоне 2006/07.
Сезон 2007/08 Токера провёл в «Сестао», откуда он, в 2008 году, перешёл в «Атлетик Бильбао». Однако, сразу после трансфера он был отдан в «Эйбар» в аренду. После 15 проведённых матчей в сезоне 2008/09 за «Эйбар», Токеро вернулся в «Атлетик» 1 января 2009 года. И уже 6 дней спустя баск дебютировал за клуб в Ла Лиге, выйдя на замену во втором тайме домашнего матча против «Эспаньола», который завершился со счётом 1:1.
Токеро забил первый гол за «Атлетик» 4 марта 2009 года, в домашнем победном матче кубка Испании против «Севильи».

## Достижения
«Атлетик Бильбао»
- Финалист Лиги Европы (1): 2011/12
- Финалист Кубка Испании (2): 2008/09, 2011/12